# Musculine
La musculine (parfois appelée musculine Guichon) est une spécialité énergétique et une confiserie fabriquée exclusivement par l'abbaye Notre-Dame-des-Dombes et créée en 1867 par le professeur Fuster de la faculté de Montpellier et par le docteur Guichon. 

## Présentation
La musculine est élaborée à partir de confiture de coing, de confiture d’orange, de miel, de sucre, et de viande bovine crue.
Les décrets en cours classent la musculine comme produit de suralimentation et de diététique de régime.

La musculine est réputée énergisante, elle peut être consommée avant un effort physique ou entre les repas.

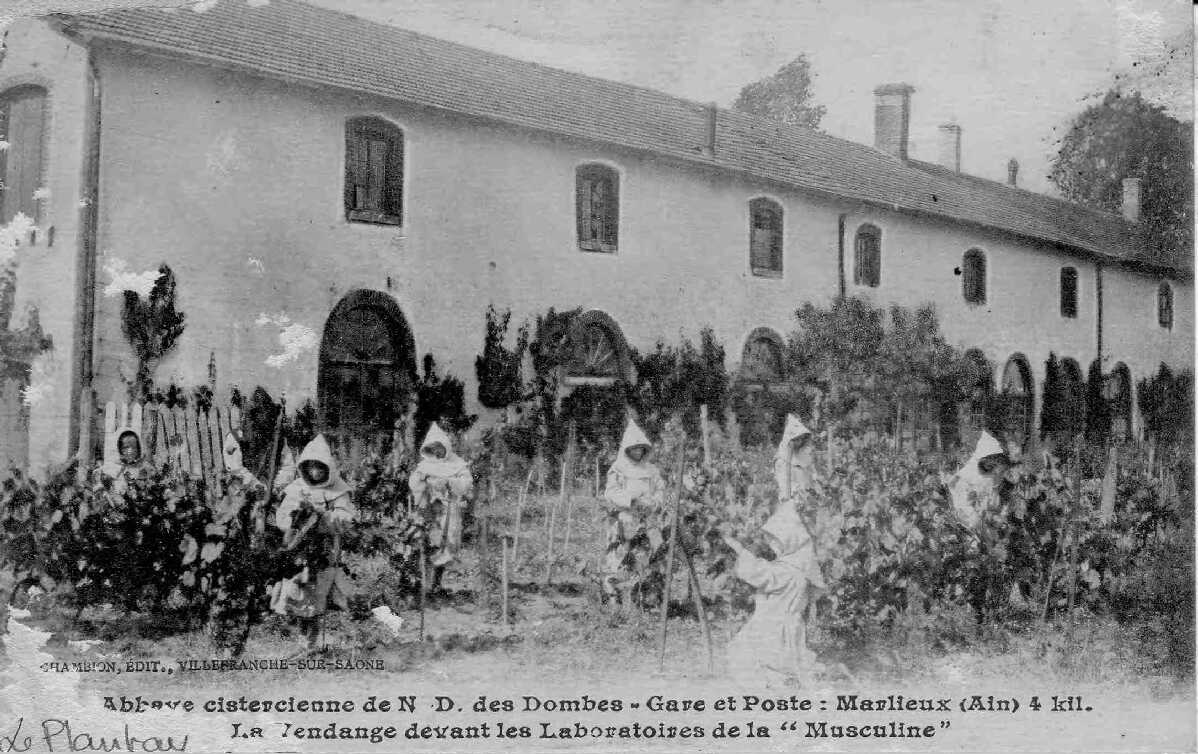
Les vendanges à l'abbaye, d'après une carte postale ancienne. Le vaste bâtiment du second plan abrite le laboratoire de la Musculine.

## Histoire
En 2024, un incendie détruit un bâtiment de l'abbaye stockant la musculine.

## Médecine
La viande crue présente dans la musculine apporte des sels assimilables, des lactates, des phosphates, et de la fibrine qui permettent de combattre les maladies consomptives, la phtisie, la fièvre ou la fatigue.
Fuster concevait surtout la consommation de la musculine avec d'autres alcools fortifiants préparés par d'autres confréries.
En médecine, le terme musculine a été proposé pour identifier un histone dans le sperme des rats mâles apparaissant uniquement lors de l'éjaculation.